# Adrianus Turnebus
Adrianus Turnebus także Adrien Turnèbe lub Tournèbe (ur. 1512 w Les Andelys w Normandii, zm. 12 czerwca 1565 w Paryżu) – francuski humanista, nauczyciel greki, poeta, wydawca.

## Życie
W wieku dwunastu lat, jako niezwykle zdolne dziecko, został wysłany do szkoły w Paryżu. Studiował literaturę klasyczną na uniwersytecie w Tuluzie. W 1547 wrócił do Paryża i został wykładowcą greki na Collège Royal. Studiował również filozofię na Sorbonie. W 1562 został profesorem greckiej filozofii. Krótko jego uczniem był Joseph Scaliger.
Na jego prace głównie składają się filologiczne dysertacje oraz komentarze do dzieł Ajschylosa, Sofoklesa, Teofrasta, Philo oraz Cycerona. Sławę przyniosło mu wydrukowanie w 1554 po grecku na podstawie rękopisu: Poimandrès. Asklèpiou horoi pros Ammona basilea. [...] Poemander, seu de potestate ac sapientia divina. Aesculapii definitiones ad Ammonem regem (Hermes Trismegistos – Ojciec filozofii. Podstawy hermetyzmu). Tłumaczył greckich autorów na łacinę oraz język francuski. W latach 1552–1556 Turnèbe, jako królewski drukarz literatury greckiej wszedł w spółkę z Guillaume Morelem. Za wzór czcionek greckich posłużyło im kaligraficzne pismo pochodzącego z Krety Ange Vergèce (Angelus Vergicius lub Vergerius).
Turnebus zmarł na gruźlicę. Na łożu śmierci przeszedł na kalwinizm. Był ojcem komediopisarza Odet de Turnèbe (1552-1581) znanego jako autor moralizatorskich „Les Contents oraz Etienne i Adriena. Étienne w 1600 opublikował w Strasburgu trzytomowy komplet prac ojca natomiast Adrien opublikował Adversaria zawierające komentarze i objaśnienia ojca do klasycznych dzieł.